# L'Arracheur de dents
L'Arracheur de dents  (en italien Il cavadenti) est un tableau peut-être peint par le peintre italien Caravage vers 1608-1610 et conservé à la galerie Palatine du palais Pitti de Florence.

## Historique
L'Arracheur de dents est un tableau parfois attribué à Caravage représentant une scène de vie quotidienne, dite peinture de genre, qui commença à émerger en Italie dans les années 1600, grâce à l'apport de peintres hollandais.

## Description
La scène donne un effet caricatural : le tableau ressemble à une scène du théâtre comique. Le visage de l'arracheur de dent est contracté et révèle une grimace comique témoignant de l'extrême effort, en présence d'un groupe de curieux qui assistent à une scène qui à l'époque constituait une sorte de distraction.
Parmi l'assistance, certains personnages regardent l'air absent, d'autres apeurés ou en contemplation. Il y a même un enfant.
Le personnage qui se soumet à cette sorte de torture a été représenté au summum de la souffrance, la main ouverte et tendue éclairée par une intense lumière rasante, comme déchargeant la douleur, alors que l'autre main tient avec force l'accoudoir de la chaise.
Sur la table on voit les outils typiques du dentiste de l'époque, le broc d'eau et l'ampoule de vinaigre servant à la désinfection après l'intervention.

## Attribution à José de Ribera
Le personnage chauve à gauche du tableau réapparait dans une toile datée des environs de 1615 et attribuée à José de Ribera (Le Reniement de Saint-Pierre). Couleurs et lumières évoquent par ailleurs très largement les travaux de ce dernier peintre à cette période. L'Arracheur de dents pourrait donc être postérieur à la mort de Caravage et avoir été peint en réalité par José de Ribera.